# Villanelle (Gedichtform)
Die Villanelle (von italienisch villano „ländlich“, „bäuerlich“, aus mittellat. villanus) ist eine Gedichtform, die sich im 16. Jahrhundert in Frankreich herausbildete, basierend auf dem im 15. Jahrhundert in Italien (besonders Neapel) gedichteten bukolischen Kunstlied, welches, noch ohne eine feste Form zu haben, Themen aus dem Landleben aufgriff. In der französischen Form besteht die Villanelle aus meist 5 Terzetten (Dreizeiler), die als Refrain die erste und dritte Zeile abwechselnd wiederholen und mit einem Quartett (Vierzeiler) abschließend, die zwei Refrainzeilen am Ende noch einmal zusammenbringt.
Das Schema dazu (A1 und A2 sind die Refrainzeilen) lautet:
[A1 b A2]

[a b A1]

[a b A2]

[a b A1]

[a b A2]

[a b A1 A2]
Durch Jakob Regnart wurde die Form im 16. Jh. in die deutsche Dichtung eingebracht, wo sie meist aus dreizeiligen Strophen mit Dreireimen (aaa/bbb etc.) bestehen, die jedoch wenig Nachfolger in Deutschland fand.
Ein Beispiel für eine englischsprachige Villanelle ist das Gedicht Do Not Go Gentle into That Good Night von Dylan Thomas.